# マネーマネジメント検定
マネーマネジメント検定（マネーマネジメントけんてい）は文部科学省の許可を得た財団法人日本余暇文化振興会が監修・認定を行うマネーマネジメントコーチが属する検定試験。
金融学習協会が主催し、マネーマネジメント1級など資格取得者に細川茂樹、森下千里、古瀬絵里ら芸能人・タレントが多い事で知られる。
「今日から役立つお金の検定」をコンセプトとし、一般的な経済知識を始め、お金についての考え方や貯金のしかた、家計管理や資産形成などに至るまで、生活に密着した知識を習得する検定試験である。

## 構成
- マネーマネジメントコーチ
- マネーマネジメント1級
- マネーマネジメント2級